# Zuza Homem de Mello
José Eduardo Homem de Mello, mais conhecido como Zuza Homem de Mello (São Paulo, 20 de setembro de 1933 – São Paulo, 4 de outubro de 2020), foi um musicólogo e jornalista brasileiro, especialista na história da música popular brasileira.

## Biografia
Zuza Homem de Mello atuou como baixista profissional em bailes e clubes da cidade. Em 1955, incentivado pela mãe, abandonou o curso de engenharia para dedicar-se à música. No ano seguinte, iniciando-se no jornalismo e assinando colunas de jazz para os jornais paulistanos Folha da Noite e Folha da Manhã. Em 1957, passa a frequentar a School of Jazz, em Tanglewood, EUA, onde teve aulas com Ray Brown e outros músicos. Em 1957-58, estuda musicologia na Juilliard School of Music, de Nova York.
A partir de 1958 passou a realizar palestras e cursos sobre Música Popular Brasileira e Jazz no Brasil e no exterior, tendo sido também jurado de alguns do mais importantes festivais de música no Brasil.
De volta ao Brasil em 1959, Zuza — como ficou conhecido no meio musical — ingressou na TV Record, onde permaneceu por cerca de dez anos. Ao longo desse período, trabalhou como engenheiro de som nos programas de MPB e festivais da emissora, e booker na contratação de astros internacionais.
Entre 1977 e 1988, concentra suas atividades no rádio e na imprensa, produzindo e apresentando o Programa do Zuza, na Rádio Jovem Pan AM; trabalhou também como crítico de música popular no jornal O Estado de S. Paulo, escreveu para as revistas Som 3, Nova e outras publicações no Brasil e no exterior. Em 1997, coordenou a Enciclopédia da Música Brasileira, e em 1982, ao lado de Tárik de Souza, planejou e coordenou a terceira edição da coleção didática História da Música Popular Brasileira, da Editora Abril.
Com uma larga experiência como produtor e diretor musical, Zuza dirigiu nos anos 70 a série de shows O Fino da Música, no Anhembi, na zona norte de São Paulo, que apresentava nomes conhecidos como o conjunto regional do Canhoto, Elis Regina, Elizeth Cardoso, e outros que ainda despontavam, como João Bosco, Ivan Lins e Alcione, entre outros. Nos anos 80, dirigiu os três Festivais de Verão do Guarujá, reunindo os veteranos Jackson do Pandeiro, Patativa do Assaré, Luiz Gonzaga, Jorge Ben Jor, Raul Seixas, e os ainda novatos Djavan, Beto Guedes e Alceu Valença. Mais tarde, produziu a tournée de Milton Nascimento ao Japão (1988); dirigiu Milton e Gilberto Gil na série de concertos Basf Chrome Music (1989). Nos anos 90 assumiu a direção geral das três edições do Festival Carrefour, que revelou nomes como Chico César, Lenine, Sérgio Santos e Zélia Duncan. Ainda na década de 90, dirigiu no SESC, os shows Ramalhete de Melodias, Lupicínio às Pampas, Raros e Inéditos, a série Ouvindo Estrelas (durante dois anos), os dez espetáculos Aberto para Balanço, comemorativos dos cinquenta anos da entidade, e o concerto comemorativo dos cem anos de nascimento de George Gershwin.
Na televisão, apresentou a série Jazz Brasil na TV Cultura e na área fonográfica produziu discos de Jacob do Bandolim, Orlando Silva, Fafá Lemos, Carolina Cardoso de Meneses e Elis Regina, atuando na seleção de repertório do CD Canções Paulistas com os Trovadores Urbanos transformado, em 2007, num DVD do espetáculo. Foi diretor musical do Baretto entre 2001 e 2004. Em 2005 produziu as vinhetas da rádio BandNews FM e no ano seguinte da BandNews TV. Em 2006 foi curador dos shows de MPB no Café Filosófico da CPFL em Campinas, sendo coordenador dessa programação a partir do ano seguinte.
Jornalista convidado para os mais importantes festivais mundiais de música — Montreux, Edimburgo, Nova York, New Orleans, Barbados, Paris, Midem de Cannes, Tóquio, Montreal e Perugia —, Zuza integrou a equipe dos dois Festivais de Jazz de São Paulo (1978 e 80) e foi curador do elenco do Free Jazz Festival desde sua primeira edição, em 1985, e depois do seu sucessor, Tim Festival. Foi membro e ex-presidente da Associação dos Pesquisadores da MPB.
Em 2018 foi eleito para ocupar a cadeira n.º 17 da Academia Paulista de Letras, substituindo o professor de literatura portuguesa Massaud Moisés. Foi personagem do documentário Zuza Homem de Jazz, de Janaína Dalri, lançado em 2019.

### Morte
Zuza morreu aos 87 anos em 4 de outubro de 2020, em seu apartamento no bairro paulistano de Pinheiros, vitimado por um infarto agudo do miocárdio enquanto dormia. Na noite anterior, ele estava bem, e havia feito postagens em sua conta no Instagram. Segundo sua esposa, Ercília Lobo, eles haviam brindado os projetos bem-sucedidos. Na semana anterior ele havia concluído a biografia do músico João Gilberto.

## Livros publicados
- Música popular brasileira cantada e contada (1976),
- A canção no tempo (dois volumes, em coautoria com Jairo Severiano (Editora 34, 1997-98),
- João Gilberto (Publifolha, Coleção Folha Explica, 2001)
- A Era dos Festivais (Editora 34, 2003).
- Música nas veias: memórias e ensaios (Editora 34, 2007)
- Eis aqui os bossa nova (WMF Martins Fontes ,2008)
- Música com Z (Editora 34, 2014)
- Copacabana: a trajetória do samba-canção (Editora 34 e Edições Sesc, 2017)